# Amatsuhikone

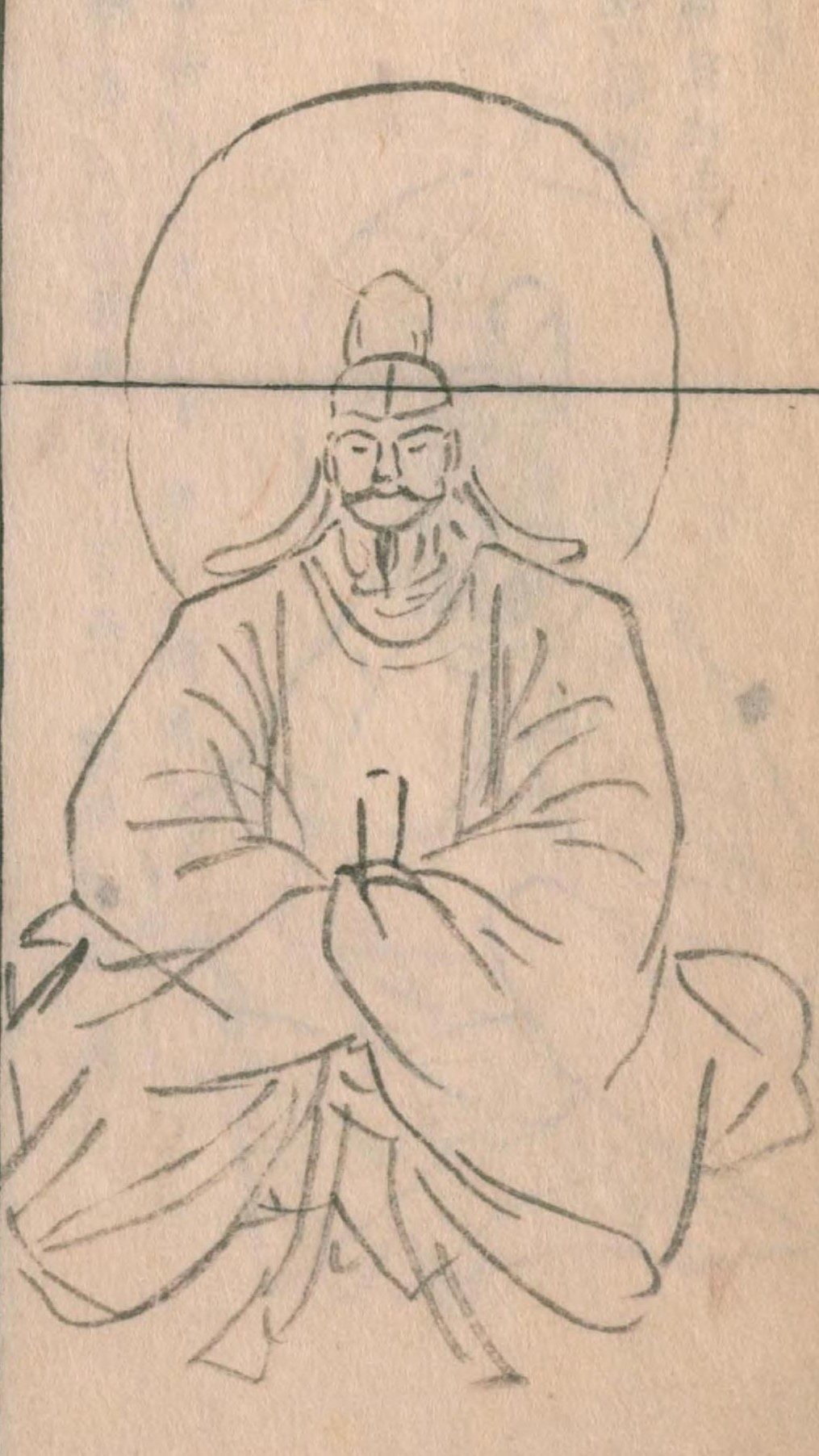
Amatsuhikone dallo shinbutsu-zue

Amatsuhikone (アマツヒコネ?, lett. "ragazzino venuto dal cielo") nella mitologia giapponese è il terzo figlio di Amaterasu.

## Descrizione
Nel Kojiki è scritto come Amatsuhikone no Mikoto (天津日子根命?), nel Nihon shoki come Amatsuhikone no Mikoto (天津彦根命?).
In molte versioni nacque dai gioielli che Amaterasu aveva tra i capelli. In altre versioni, nacque dalla vite usata per legare i capelli di Amaterasu.
Si ritiene che sia l'antenato di diversi clan, tra cui i clan Oshikochi e Yamashiro.

### Nihon shoki
Secondo il primo volume del Nihon shoki, il primo capitolo dell'Era Divina, dopo che Amaterasu diede alla luce le tre dee Munakata con la Totsuka-no-Tsurugi di Susanoo, Susanoo prese lo Yasakani no Magatama appeso al corpo di Amaterasu, lo lavò con l'acqua del pozzo Tenshinai, se lo mise in bocca, lo masticò, ci soffiò dentro e diede alla luce i cinque dei maschi: Ame-no-oshihomimi, Ame no Hohi, Amatsuhikone, Ikutsuhikone e Kumanokusubi.

### Kojiki
Secondo i registri del primo volume di Kojiki, dopo che Amaterasu diede alla luce le tre dee Munakata con la Totsuka-no-Tsurugi di Susanoo, Susanoo prese lo Yasakani no Magatama avvolta attorno allo chignon sinistro di Amaterasu, lavò il magatama nel pozzo Tenshinai e lo frantumò nella sua bocca, quindi soffiò aria per far nascere il dio maschio Ame-no-oshihomimi, il magatama sullo chignon destro diede alla luce Ame no Hohi, il magatama sul collo diede alla luce Amatsuhikone, il magatama sulla mano sinistra divenne Ikutsuhikone e il magatama sulla mano destra diede alla luce Kumanokusubi.